# Racek (Indonesië)
Racek is een bestuurslaag in het regentschap Probolinggo van de provincie Oost-Java, Indonesië. Racek telt 4259 inwoners (volkstelling 2010).